# Houédomey
Houédomey è un arrondissement del Benin situato nella città di Dangbo (dipartimento di Ouémé) con 13.990 abitanti (dato 2006).